# Szymocice Wieś
Szymocice Wieś – zlikwidowany wąskotorowy przystanek kolejowy w Nędzy (dokładniej w przysiółku Piła, nie zaś jak wynikałoby z nazwy, w Szymocicach), na linii Bytom Karb Wąskotorowy – Markowice Raciborskie Wąskotorowe. Powstał w kilka lat po II wojnie światowej i funkcjonował do 1966 roku. W latach 1902–1945 odcinek, na którym znajdował się ten przystanek był elementem kolei Gliwice Trynek – Rudy – Racibórz, wraz z którą w roku 1945 został włączony do struktur Górnośląskich Kolei Wąskotorowych.